# Louplande
Louplande är en kommun i departementet Sarthe i regionen Pays de la Loire i nordvästra Frankrike. Kommunen ligger i kantonen La Suze-sur-Sarthe som tillhör arrondissementet La Flèche. År 2022 hade Louplande 1 496 invånare.

## Befolkningsutveckling
Antalet invånare i kommunen Louplande
| Referens: INSEE |